# Christen Longomontanus

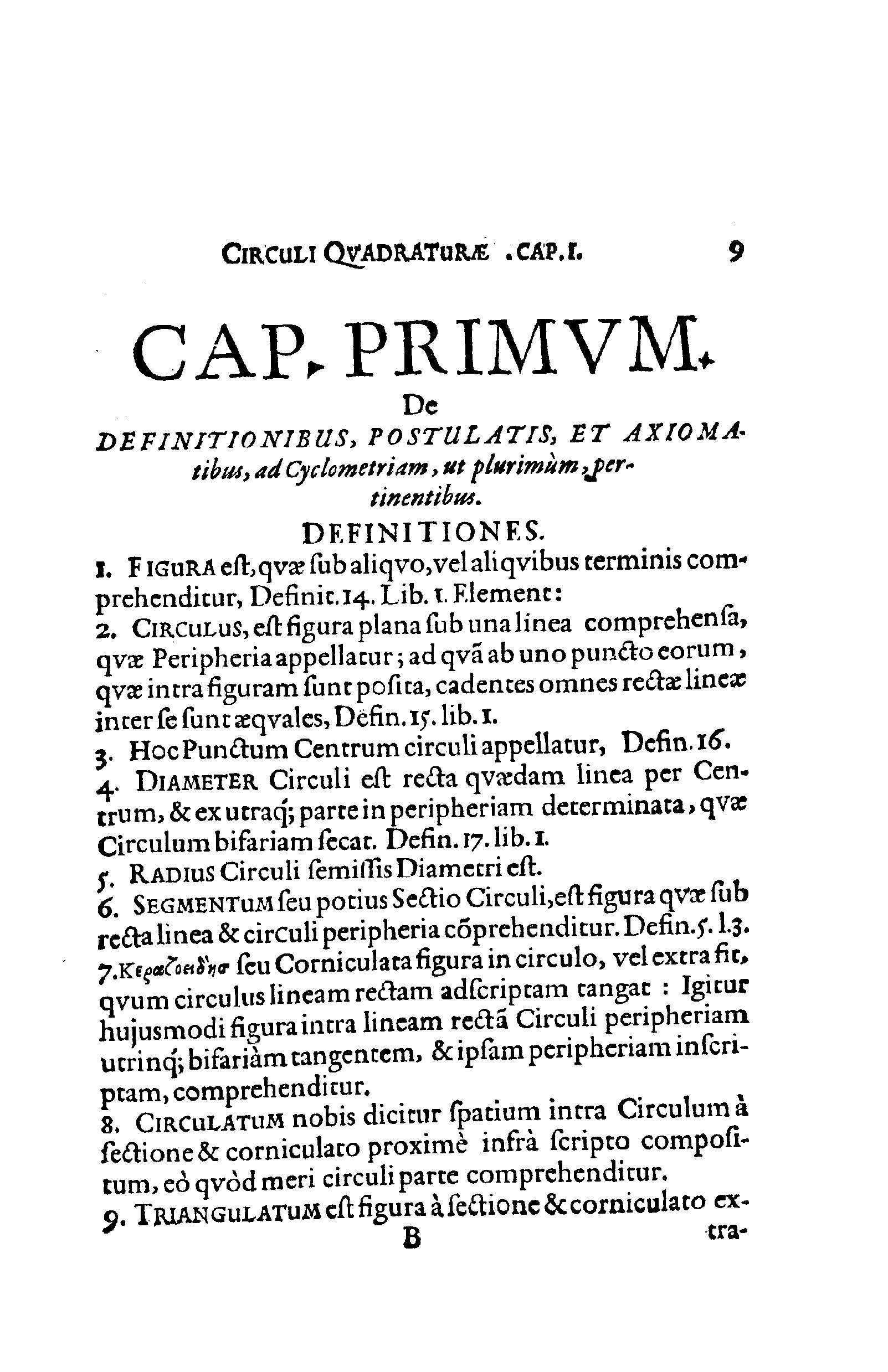
Inventio quadraturae circuli, 1634

Christen Sørensen Longomontanus eller Longberg, född 4 oktober 1562, död 8 oktober 1647, var en dansk astronom.
Longomontanis var näst Johannes Kepler den mest framstående av Tycho Brahes lärjungar. Longomontanus var Brahes lärjunge på Ven 1589-97, därefter i Prag fram till dennes död 1601, varpå han återvände till Danmark, där han blev professor vid Köpenhamns universitet 1605. Longomontanus lät uppföra observatoriet på Rundetårn, som han beskrev i Introductio in theatrum astronomicum (1639). Hans främsta arbete Astronomica danica (1622) utgör en bearbetning av Brahes observationer.
Nedslagskratern Longomontanus på månen är uppkallad efter honom.